# Oncy-sur-École
Oncy-sur-École là một xã ở tỉnh Essonne thuộc vùng Île-de-France miền bắc nước Pháp.
Theo điều tra dân số năm 1999, dân số xã này là 878.
Danh xưng cư dân địa phương Oncy-sur-École trong tiếng Pháp là Oncéens.